# ディンギリ・バンダー・ウィジェートゥンガ
ディンギリ・バンダー・ウィジェートゥンガ（シンハラ語: ඩිංගිරි බණ්ඩා විජේතුංග, タミル語: டிங்கிரி பண்ட விஜேதுங்க, 英語: Dingiri Banda Wijetunga, 1916年2月15日 - 2008年9月21日）は、スリランカの政治家。第4代大統領（在任: 1993年 - 1994年）を務めた。

## 生涯
北西部州知事（在任: 1988年 - 1989年）を務めた後、プレマダーサ政権において首相（在任: 1989年 - 1993年）職にあったが、1993年5月のプレマダーサ大統領暗殺を受け、暫定大統領に就任した。しかし、1994年の国政選挙における与党統一国民党 (UNP) の敗退、並びにその後の大統領選により、チャンドリカ・クマーラトゥンガ政権へと移行した。